# Свято-Петро-Павлівська церква (Іванівка)
Свято-Петро-Павлівська церква — парафіяльний православний храм у селі Іванівка Рожищенського району Волинської області України.

## Відомості
Римо-католицький костел у Янові збудував засновник містечка Микола Єло-Малинський. Фундаційний документ Миколая і його дружини Христини на янівський конвент (монастир) отців бернардинів датується 17 квітня 1629 року. За ним монастир обдаровувався земельними угіддями та прибутками з маєтків Миколи Єло-Малинського. 18 квітня, тобто наступного після складання фундації дня, Миколай написав передсмертний заповіт, в якому визнав себе римо-католиком та заповів поховати тіло у новозбудованому ним Янівському бернардинському костелі. З цього можна зробити висновок: костел в Янові змурували раніше, ніж монастир. Монастир — двоповерхову будівлю на 36 келій звели вже після смерті янівського будівничого. У своєму заповіті Миколай зобов'язав дружину і дітей звести в Янові ще один костел — дерев'яний, та надати фундацію про заснування при ньому плебанії.
У 30-ті роки XIX століття цікавий образок із життя тогочасної Янівки залишив видатний польський письменник Юзеф Ігнацій Крашевський, який близько 20 років свого життя був волинським землевласником. У своїй роботі «Спогади про Волинь, Полісся і Литву» письменник колоритно передав атмосферу янівського ярмарку і подав деяку інформацію про містечко. Сама Янівка не викликала у автора опису особливого захоплення: декілька хат посеред піску і покручених сосен, дерев'яні жидівські крамнички, напівпорожня корчма, порожній великий бернардинський костел і великий ринок, який в день ярмарку заповнювався впритул до костелу.
1832 року Янівський бернардинський монастир закрили, приміщення передали православним. До кінця століття від нього лишилася руїна. За даними М.Теодоровича в 1833 р. Янівський по-бернардинський костел реконструювали в православну церкву під титулом Св. Апостолів Петра і Павла. У перебудованому вигляді кам'яна споруда існує донині.